# KRCA
KRCA é uma emissora de televisão americana com sede em Los Angeles, Califórnia. É um canal de língua espanhola independente e opera nos canais 62 UHF analógico e 68 UHF digital.
A partir do dia 17 de fevereiro de 2009, o sinal digital da emissora passa a ser transmitido pelo canal 35 UHF.